# أبريل هيكوكس
أبريل هيكوكس هي فنانة فيديو ومصورة كندية، ولدت في 1955 في أوكفيل في كندا.